# Naslov MAC
Vsaka omrežna naprava ima poleg programske oznake, s katero se loči od drugih naprav v omrežju (pri omrežjih TCP/IP je to številka IP), še dodatno oznako, imenovano naslov MAC (Media Access Control), ki je vpisana v strojno opremo omrežne naprave. Naslovi MAC so navadno zaporedje črk in številk, različni za vsako omrežno napravo. Prvi trije bajti naslova MAC predstavljajo identifikacijo izdelovalca strojne opreme. Tako na primer 00:02:55 označuje IBM Corporation.
Naslovi MAC so v večino primerih določeni s strani proizvajalcev in vgrajeni v omrežno kartico. V kolikor je MAC naslov dodan s strani proizvajalca, gre za registrirano identifikacijsko številko, in se jo lahko najde v imeniku. Zato se tudi MAC naslovu reče fizični naslov.
MAC naslovi se tvorijo v skladu s pravlii enega od treh pravilnikov Inštituta za elektriko in električne inženirje. Ti pravilniki so MAC-48, EUI-48 in EUI-64. Inštitut ima v lasti licenčne pravice za EUI-48 in EUI-64.Sestavljeni so iz 6 oktetov.
Pri večini omrežnih naprav, npr. pri čipih omrežnih kartic, ta naslov določi proizvajalec in ga naknadno ni mogoče spreminjati. Pri večini usmerjevalnikov pa imamo možnost, da ta naslov spreminjamo, saj sicer ne bi mogli omrežne naprave preprosto povezati prek nekaterih načinov dostopa do interneta. Na voljo so preproste metode, ki omogočajo spreminjanje in prikrivanje naslova.
Naslov MAC je edinstveno določilo, ki jo je proizvajalec dodelil omrežni strojni opremi (kot je brezžična kartica ali kartica ethernet). MAC pomeni nadzor do dostopa predstavnosti (media access control) in vsaka koda je edinstvena za določeno napravo. MAC je unikaten naslov mrežne kartice računalnika ali usmerjevalnika in potrebujemo ga, da vam lahko avtomatično dodelijo IP-naslov. Poznamo dve delitvi MAC naslovov: na univerzalne in lokalne, ter na unicast in multicast.

## Univerzalni in lokalni
Naslovi so lahko univerzalno naslovljeni ali pa lokalno naslovljeni. Univerzalno naslovljeni naslovi so unikatno določeni na napravo, ker jih je določil njihov proizvajalec. Prvi trije okteti identificirajo organizacijo, ki jih je izdala. Preostanek naslova so določeni s strani organizacije kakor si le-ta zaželi, vendar ostaja le eno pravilo, ki določa da mora biti naslov unikaten. Lokalno naslovljeni naslovi so določeni s strani administratorja omrežja, ki prepiše njihov že določeni naslov.
Univerzalne in lokalne ločimo po bitih v prvem oktetu naslova. Če je bit enak 0, je naslov univerzalno naslovljen. Če je pa bit enak 1, je naslov lokalno naslovljen.

## Unicast in multicast
Če je bit prvega okteta označen z 0, je način unicast. Unicast vse dele poveže z glavno domeno, ki je najbolj pogosto usmerjevalnik ali omrežno stikalo. Stikalo pošlje podatek naprej na vse porte, če slučajno ne ve točno kateri pelje točno do MAC naslova. Če pa ve kateri port pelje do naslova, pa pošlje podatke le na tega.
Če je bit prvega okteta označen z 1, je način multicast. Ta pošlje podatke le enkrat, ampak le ko ve kateri port vodi do naslova. Dokler tega ne ve, preverja vse mozne porte.

## Aplikacije in tehnologije
Sledeče omrežne tehnologije in aplikacije, ki uporabljajo MAC-48 za njihov format identificiranja so:
- Ethernet
- 802.11 brezžična omrežja
- Bluetooth
- IEEE 802.5 token ring
- Vse naprave, ki so priključene na IEEE 802 omrežje(Ethernet in Wifi) uporabljajo MAC-48 naslove.

EUI-64 uporabljajo:
- FireWire
- IPv6
- ZigBee

## Uporaba med posamezniki
V omrežjih, kot je Ethernet, so MAC naslovi namenjeni za unikatno identifikacijo vsakega vozla v tem segmentu in omogočajo, da bi podatki prišli do določenega posameznika. Torej naslovi MAC tvorijo osnovno večino povezovalne plasti omrežja, ter so protokoli zgornjih plasti odvisni od MAC naslovov, saj jim omogočajo neomejeno delovanje omrežja.
Čeprav je bila glavna ideja naslova MAC, da je za stalno in globalno unikatno identifikacijo, je sedaj s pomočjo moderne strojne opreme mogoče naslove spremeniti. Spreminjanje MAC naslovov je obvezno v virtualizaciji omrežja. Vendar pa spreminjanje MAC naslova ni le pozitivno. Sprememba MAC naslova je lahko zlonamerna in lahko vpliva na varnost omrežja. Temu se reče MAC spoofing.

## Vohunjenje
Sodeč po Edwardu Snowden-u, ima Nacionalna varnostna agencija sistem, ki spremlja premikanje vseh v mestu preko MAC naslovov elektronskih naprav. Kot rezultat tega, je Apple začel uporabljati naključne MAC naslove v svojih napravah. S tem naj bi se izognili sledenju in spremljanju države. Veliko podjetij in pomembnih posameznikov je ta projekt podprlo in podpirajo odločitev, da bi spremenili MAC naslove njihovih naprav.